# Gde ty, tam ja
Gde ty, tam ja (in russo Где ты, там я?) è un singolo della cantante russa Njuša, pubblicato il 7 maggio 2015.

## Classifiche

### Classifiche settimanali
| Classifica (2015) | Posizione massima |
| ----------------- | ----------------- |
| Russia            | 27                |
| Ucraina           | 44                |

### Classifiche di fine anno
| Classifica (2015) | Posizione |
| ----------------- | --------- |
| Russia            | 93        |